# Longpont
Longpont es una comuna francesa situada en el departamento de Aisne, de la región de Alta Francia.

## Geografía
Está ubicada a 13 km al sur de Soissons.

## Demografía
| 328 | 311 | 272 | 306 | 298 | 294 | 292 | 271 |
| Para los censos de 1962 a 1999 la población legal corresponde a la población sin duplicidades (Fuente: INSEE [Consultar]) |     |     |     |     |     |     |     |

## Monumentos
La abadía de Notre-Dame de Longpont es una antigua abadía cisterciense en ruinas, fundada en el año 1131 por Bernardo de Claraval. 